# Sympterichthys unipennis
Cá tay trơn (Danh pháp khoa học: Sympterichthys unipennis) là loài cá trong họ Brachionichthyidae thuộc bộ cá vây chân (Lophiiformes) sinh sống ở tầng đáy biển thuộc bờ biển Tasmania của châu Úc. Cá tay trơn được phát hiện lần đầu tiên vào đầu những năm 1800 trong một cuộc thám hiểm khoa học nhưng hiện nay, chúng đã bị tuyệt chủng.

## Đặc điểm
Đây là một trong những loài cá sống ở vùng biển Tasmania sử dụng vây ngực để đi bộ, chúng không có bong bóng giúp kiểm soát lực nổi để bơi trong nước mà thay vào đó, vây trước bằng phẳng cho phép chúng sử dụng như bàn chân để đi bộ dưới đáy biển. Bên cạnh đôi mắt ở trên đỉnh đầu, các loài cá vây tay cũng thường mọc một bộ phận trên đỉnh đầu để dụ con mồi đến gần. Những loài này có kích thước và màu sắc rất đa dạng, vì chúng sống ở tầng đáy, chúng khó sống sót trong điều kiện nuôi nhốt, chỉ có thể sống ngoài tự nhiên. 

## Tuyệt chủng
Loài cá tay trơn đã bị xóa sổ ở vùng biển phía đông nam Australia do môi trường sống bị suy giảm, ô nhiễm và các hoạt động đánh bắt của con người. Liên minh Bảo tồn Thiên nhiên Quốc tế thông báo loài cá tay trơn đã chính thức tuyệt chủng. Đây là loài cá biển đầu tiên tuyệt chủng trong thời hiện đại và có thể sẽ không phải là loài cuối cùng.hoạt động đánh bắt cá góp phần lớn dẫn tới sự tuyệt chủng của cá tay trơn. Chúng có thể chịu tác động trực tiếp do bị đánh bắt nhầm hoặc chịu ảnh hưởng gián tiếp do môi trường sống bị phá hủy.